# Zionskirche (Dresden-Striesen)

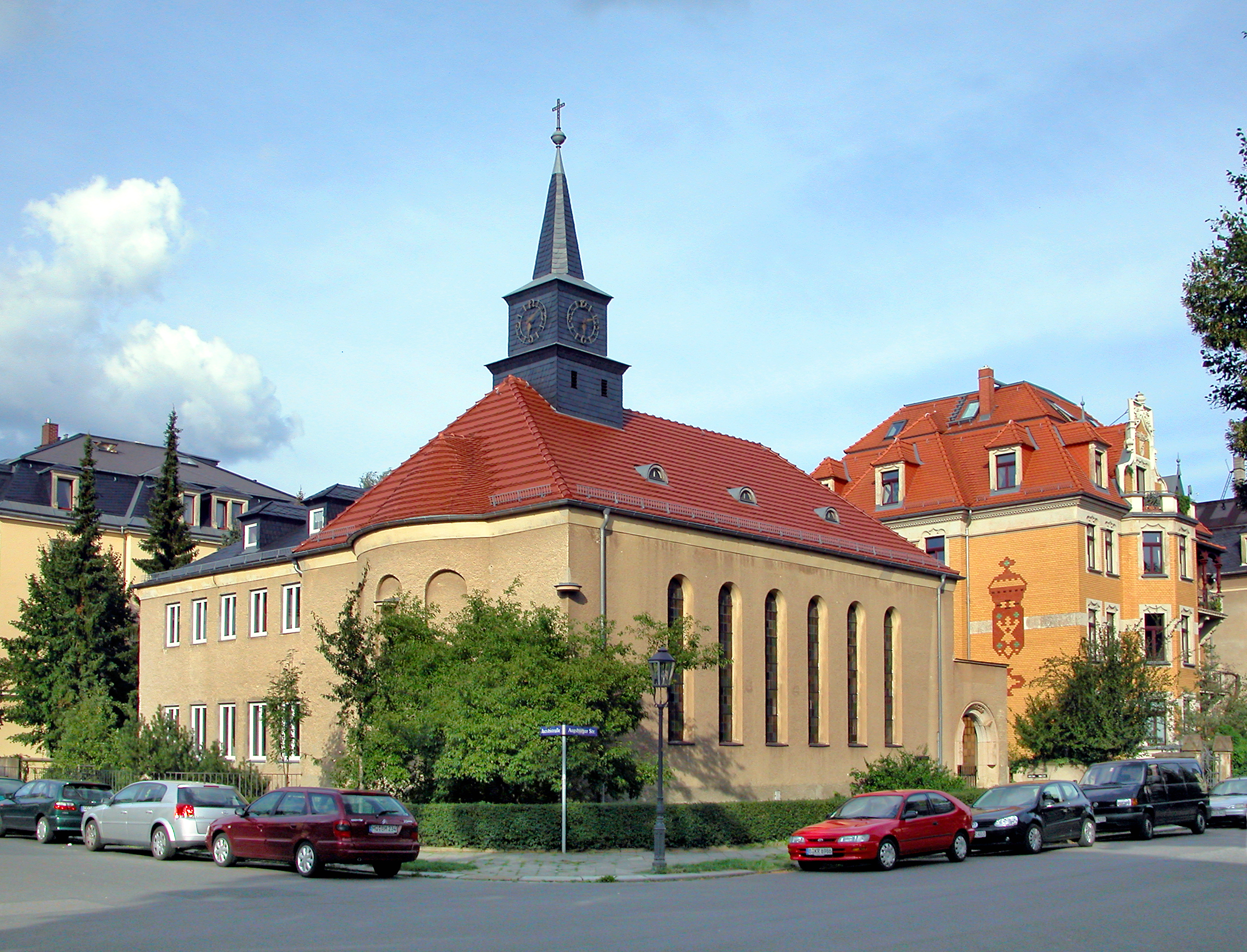
Zionskirche, Ansicht 2008

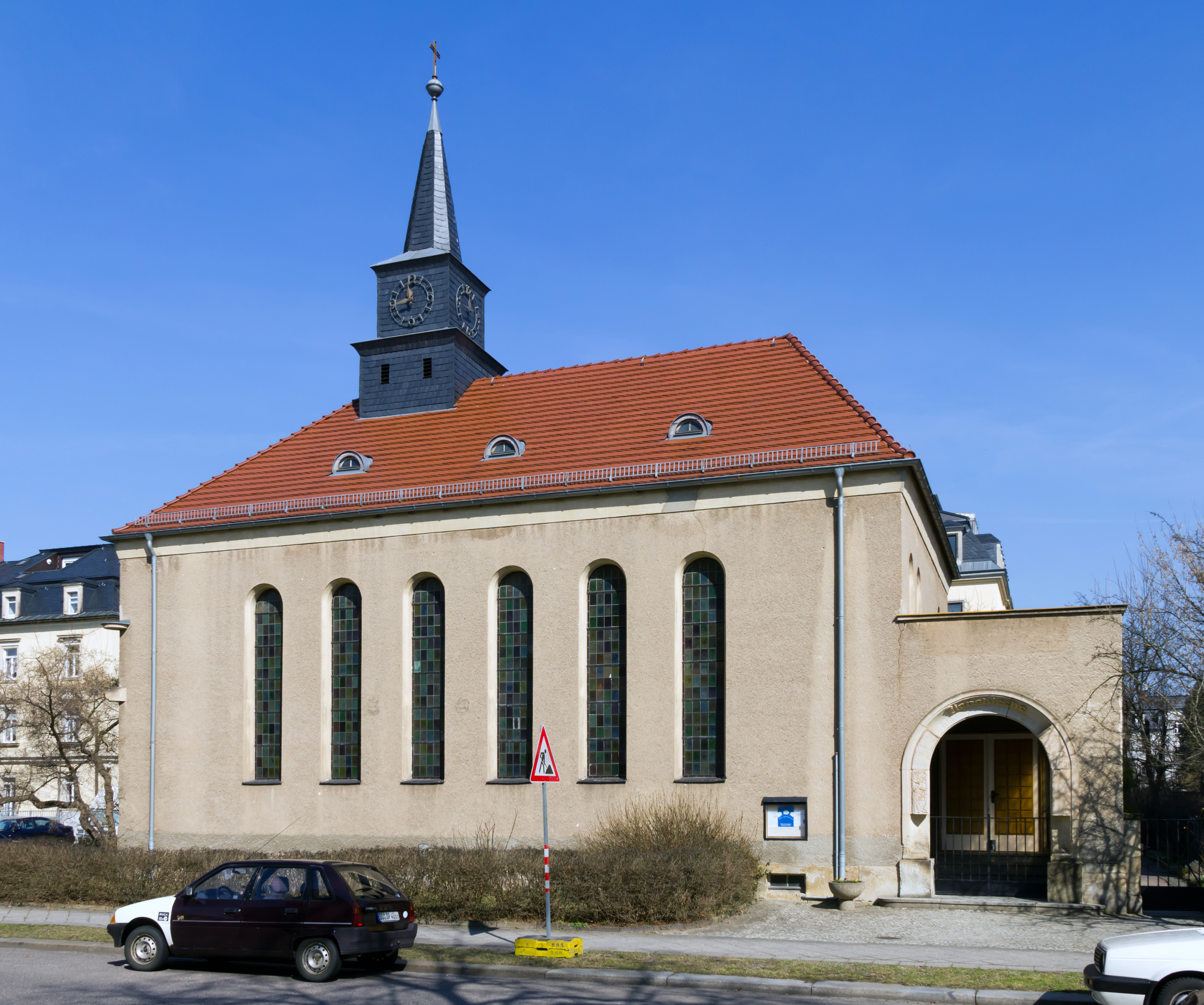
Ansicht 2011

Die evangelisch-methodistische Zionskirche ist ein Kirchenbau im Dresdner Stadtteil Striesen. Sie trägt ihren Namen nach dem Berg Zion in Jerusalem und gehört zu der ältesten der vier in Dresden beheimateten Gemeinden der Evangelisch-methodistischen Kirche. Sie gründete sich bereits um 1872.

## Geschichte
Die evangelisch-methodistische Zionskirchgemeinde hatte ihr Gemeindezentrum in der Neuen Gasse 8 in der Pirnaischen Vorstadt. Zuvor fanden die Zusammenkünfte in privaten Räumlichkeiten statt. Gemäß der damaligen Bauverordnung durften kleinere kirchliche Gemeinden ihre Kirchen nicht im öffentlichen Raum errichten. So nutzte man entweder ein Gebäude im Hinterhof oder, wie es die methodistische Gemeinde praktizierte, in einem neutralen Gebäude.
Im Erdgeschoss des Hauses Neue Gasse 8 befand sich eine Bäckerei. In den mit verstärkten Außenwänden und ausgebauter Geschossdecke ausgebauten Obergeschossen entstand ein großer Saal, in dem die Gottesdienste für 200 Personen abgehalten wurden. Das Innere war mit einfachen Stuckelementen geschmückt. Die Gemeinde besaß eine Jehmlich-Orgel. Im Bombenhagel und Feuersturm während der Bombardierung Dresdens zwischen Februar und April 1945 wurden die Gebäude total zerstört und die Trümmer bis 1953 beräumt. Prediger in jener Zeit bis 1945 war Karl Sieweck. Die Kirchengemeinde bemühte sich um einen neuen Standort für einen Neubau, nachdem die Stadt Dresden das Ruinengelände überbauen ließ. Nach längeren Auseinandersetzungen wurde ein Grundstück in der Augsburger Straße gefunden und zugewiesen. Zwischenzeitlich fanden die Gottesdienste in zweckmäßigen anderen Räumen statt.

## Das neue Gemeindezentrum

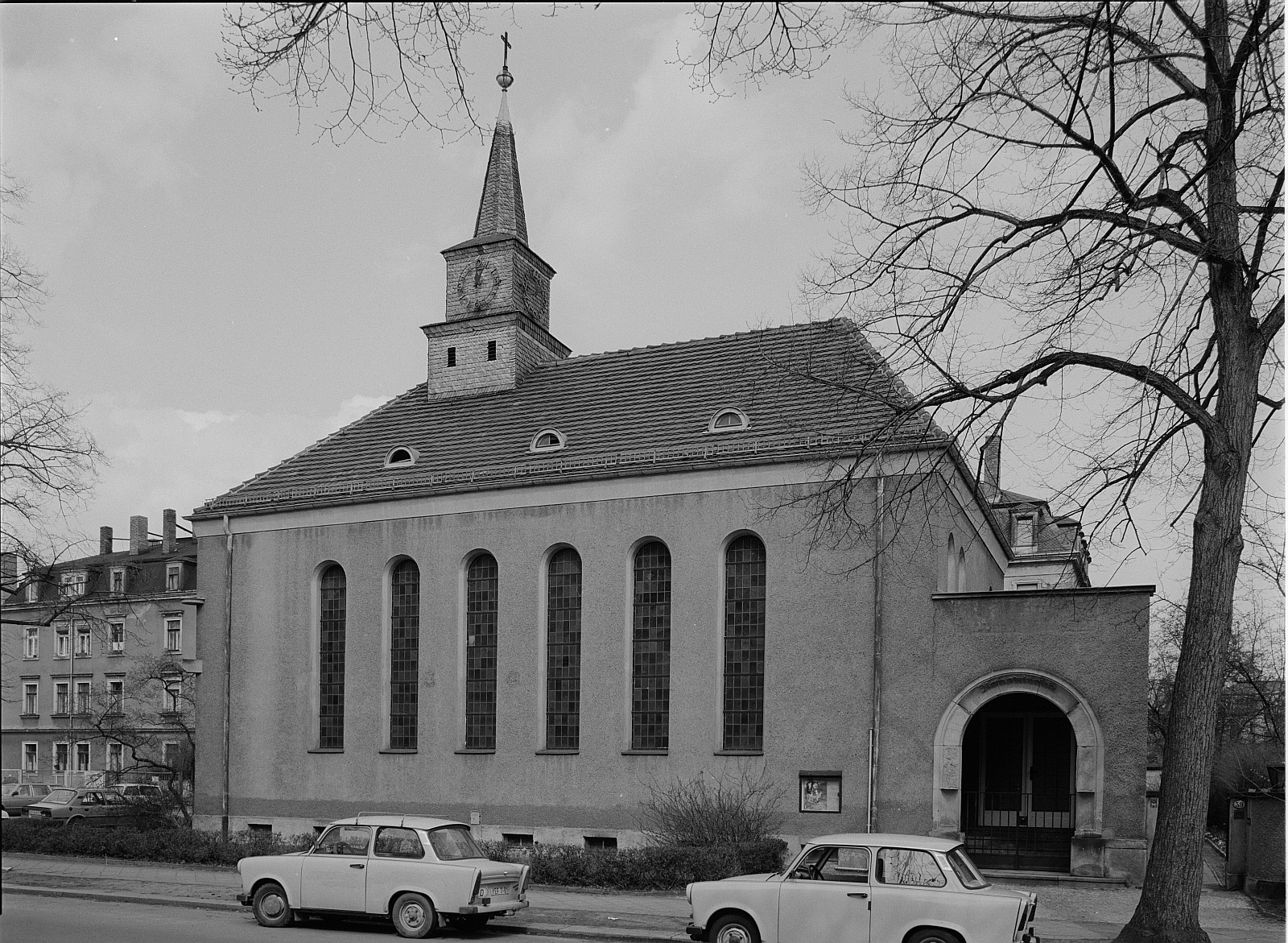
Gemeindezentrum 1992

Das neue Gemeindezentrum entstand an der Augsburger Str. 59/ Ecke Jacobistraße unter Leitung des Architekten Karl August Alicke und wurde am 6. August 1950 eingeweiht. Es handelt sich um einen schlichten einfachen Kirchenbau mit sechs schmalen hohen Rundbogenfenstern in Ziegelbauweise, mit geputzten Fassaden und einem Glockenturm von ca. 11 Metern Gesamthöhe, mit einer Bronzeglocke mittig auf dem First. Die Kirche bietet 150 Gläubigen Platz. Im Jahr 1971 erfolgte eine Neugestaltung des Innenraumes nach Plänen des Architekten Biermann. Ein neuer Anbau entstand im Jahr 2013 mit funktionellen Büroräumen. Die Gemeinde fusionierte im Jahr 1968 mit der Evangelischen Gemeinschaft.

## Orgel
Im Jahr 1950 installierte Jehmlich Orgelbau Dresden eine Orgel mit 10 Registern und 2 Manualen:
| I Hauptwerk C–f3 |              |       |
| 1.               | Rohrflöte    | 8′    |
| 2.               | Prinzipal    | 4′    |
| 3.               | Larigot      | 1 ⁄3′ |
| 4.               | Mixtur 3fach | 1′    |

| II Oberwerk C–f3 |            |    |
|                  | Vacat      |    |
| 5.               | Gedackt    | 8′ |
| 6.               | Zartgeige  | 8′ |
| 7.               | Blockflöte | 4′ |
| 8.               | Prästant   | 2′ |

| Pedal C–f1 |           |     |
| 9.         | Subbaß    | 16′ |
| 10.        | Nachthorn | 02′ |